# 西穆德谷
19°48′N 37°48′W / 19.8°N 37.8°W

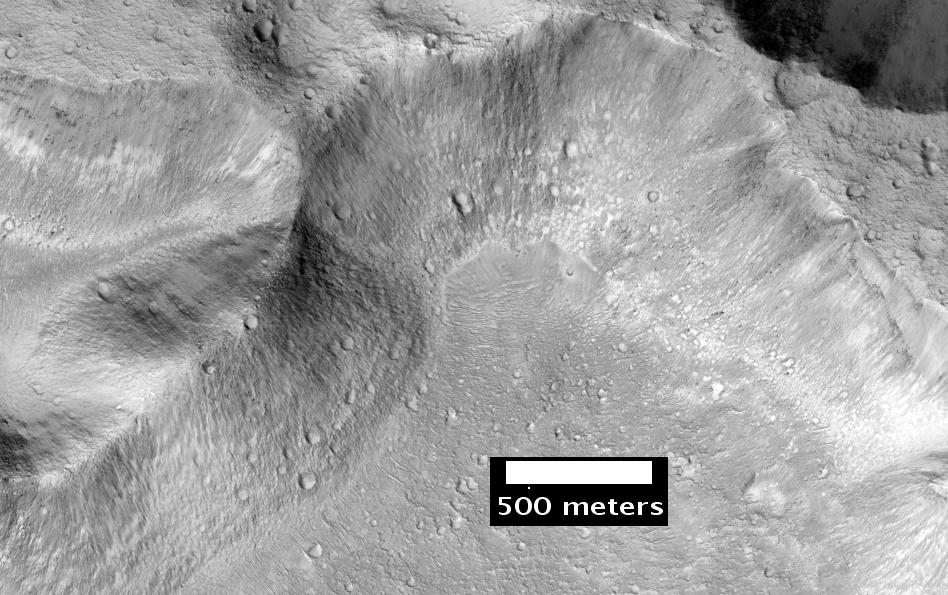
西穆德谷近距離影像，由火星偵察軌道器的HiRISE拍攝。

西穆德谷（Simud Valles）是火星欧克西亚沼區的一条溢出河道，中心座標19.8° N, 37.8° W。長度945.0公里，以蘇美爾語的火星命名。
注意：該峽谷名稱以複數形（Valles）表示，座標於2008年3月31日重新確定